# Orchidantha holttumii
Orchidantha holttumii là một loài thực vật có hoa trong họ Lowiaceae. Loài này được Kai Larsen miêu tả khoa học đầu tiên năm 1993.

## Từ nguyên
Tính từ định danh holttumii là để vinh danh Richard Eric Holttum (1895-1990), nhà thực vật học kiêm nhà văn người Anh, giáo sư thực vật học đầu tiên của Đại học Malaya.

## Phân bố
Loài bản địa Brunei.